# Los liantes
Los liantes es una película  de comedia española de 1981 escrita y dirigida por Mariano Ozores, y protagonizada por Andrés Pajares y Fernando Esteso. Fue rodada en Torremolinos, Málaga.

## Argumento
Amador (Andrés Pajares), Fidel (Fernando Esteso) y Eduardo (Antonio Ozores), son 3 timadores que actúan por las playas de Andalucía, que con más penas que fortuna van sobreviviendo, pero la esposa de Fidel se ha cansado de que él no tenga un trabajo estable y seguro, así que amenaza con dejarlo mientras no cambie su manera de vivir. Así que junto con Eduardo hará un último intento de timo, que les dará dinero para poder vivir tranquilos el resto de sus vidas y es engañar a un millonario supersticioso, que pierde grandes cantidades de dinero cada noche, haciéndole creer que Amador es un hombre-elefante (un hombre que da suerte a los demás).

Todo va bien y ganan bastante dinero, tanta es la fama de que da suerte, que la gente hace largas colas para pedirles un poco de suerte a cambio de una pequeña aportación económica.

## Reparto
| Intérprete       | Personaje                    |
| ---------------- | ---------------------------- |
| Andrés Pajares   | Amador González              |
| Fernando Esteso  | Fidel                        |
| Antonio Ozores   | Eduardo                      |
| Adriana Vega     | Dolores                      |
| Loreta Tovar     | Macarena                     |
| Marcia Bell      | Marita - secretaria de Sixto |
| Emiliano Redondo | Sixto Calapeña               |
| Alfonso del Real | Comprador antirrobo timado   |
| Antonio Gamero   | Víctima chantaje             |
| Adrián Ortega    | Víctima timo playa           |
| José Yepes       | Pasota                       |
| Alfredo Calles   | Timador                      |
| María Álvarez    | Mujer con suerte             |
| Hemy Basalo      | Chica rubia                  |
| Emilio Fornet    | Abuelillo                    |
| Maika Grey       | Chica solarium               |
| Rocío Freixas    | Manicura                     |
| Eva Robin        |                              |
| Joaquín Pascual  | Jeque                        |

## ¿Dónde se rodó?
Torremolinos, Málaga
Benalmádena, Málaga
Madrid
- Datos: Q5979886